# Buteo oreophilus
El busardo montañés (Buteo oreophilus) es una especie de ave accipitriforme de la familia Accipitridae propia de África. 
Habita los bosques montanos del este de África (Etiopía, Kenia, Tanzania, Uganda, Ruanda, Burundi y el extremo oriente de la República Democrática del Congo) y los bosques y plantaciones en Sudáfrica. Esta última población es a veces considerada una especie separada (B. trizonatus).

## Subespecies
Se distinguen dos subespecies:
- Buteo oreophilus oreophilus
- Buteo oreophilus trizonatus